# Джон Плейфер
Джон Плейфер (англ. John Playfair, 1749-1819) - шотландський математик і географ, професор математики в Единбурзькому університеті.
У математиці відомий насамперед своїми роботами у сфері геометрії. Він опублікував дуже популярне свого часу видання робіт Евкліда з коментарями. На честь нього названо альтернативне формулювання аксіоми паралельності Евкліда, так звана аксіома паралельності Плейфера, це формулювання запропонував Прокл, а Плейфер лише популяризував його. Він був також першим математиком, який розпочав викладання у Великобританії сучасного математичного аналізу.
В галузі геології Плейфер підтримує Джеймса Хаттона, дослідження якого доводять повільність геологічних процесів, а також той факт, що вони продовжуються і до теперішнього часу (теорія уніформізму). Плейфер супроводжував Хаттона в багатьох його геологічних і природничих експедиціях - на узбережжі Північного моря, де вчені виявили дискордантні верстви на одній зі скель - доказ довгострокових згинів і зсувів земної кори. Під час подорожі до швейцарських Альп Плейфер досліджував там валуни (ератичні кам'яні блоки), подібні до яких він спостерігав згодом і в Шотландії. У 1802 дійшов висновку, що ці гігантські камені були занесені на їх нинішнє місце розташування глетчерами, що рухаються (на відміну від прийнятої на той час теорії потопу).
Після смерті Хаттона Плейфер видає його третє видання «Теорії Землі» та інші твори свого друга і колеги. Був членом Королівського товариства Едінбурга. З 1807 - член Лондонського королівського товариства. На честь вченого названо одного з кратерів на Місяці діаметром 48 км² (координати — 23,5° пд.ш., 8,4° сх.д.; розташований поблизу кратерів Аль-Мамун, Гебер і Апіан).